# Сяпчозеро
Сяпчозеро — пресноводное озеро на территории Петровского сельского поселения Кондопожского района Республики Карелии.

## Общие сведения
Площадь озера — 11,4 км², площадь водосборного бассейна — 158 км², располагается на высоте 143 метров над уровнем моря.
Котловина ледникового происхождения.
Форма озера продолговатая: оно почти на семь километров вытянуто с севера на юг. Берега изрезанные, каменисто-песчаные, местами заболоченные.
С северо-восточной стороны озера вытекает река Сяпча, впадающая в озеро Торос, из которого вытекает протока Салми, впадающая в озеро Мярандуксу, откуда вытекает река Нурмис, впадающая в Линдозеро, через которое протекает река Суна.
С востока в Сяпчозеро впадает река Кулапдеги, несущая воды озёр Урос, Тилкуслампи, Сяргозера, Риндозера и Вендюрского.
В озере расположено семь безымянных островов общей площадью 0,08 км², рассредоточенных по всей площади водоёма.
Рыба: щука, плотва, лещ, окунь, ряпушка, налим, ёрш.
В южной оконечности озера располагается нежилая деревня Сяпчезеро, к которой подходит лесная дорога.
Код объекта в государственном водном реестре — 01040100211102000018064.